# Megapodius pritchardii
Il megapodio delle Tonga, megapodio di Niuafoou, maleo polinesiano o megapodio della Polinesia (Megapodius pritchardii G.R.Gray, 1864) è un uccello galliforme della famiglia Megapodiidae, endemico delle isole Tonga.

## Descrizione
Questo megapodio misura 28–35 cm.

## Distribuzione e habitat
Un tempo ampiamente diffusa nelle isole Tonga la specie ha attualmente un areale ristretto alle isole Niuafo'ou e Fonualei.

## Conservazione
La IUCN Red List classifica Megapodius pritchardii come specie in pericolo di estinzione (Endangered).